# Apple A5X
蘋果A5X是由美國蘋果公司所設計的同步双核心處理器Apple A5的衍生版本，仅图形处理器升级为四核心PowerVR SGX543 MP4，专用於第三代iPad。蘋果公司聲稱其圖形處理能力為上一代iPad 2所採用之Apple A5處理器的二倍，更達到競爭對手NVIDIA Tegra 3處理器的四倍。

## 產品使用
- The new iPad